# Minnesota Vikings 1973
La stagione NFL 1973 fu la 13ª per i Minnesota Vikings nella Lega.

## Scelte nel Draft 1973
| Draft NFL 1973   |                  |                  |                                                                |                                                                |                                                                |                                                                |                                                                |
| Ordine del Draft | Ordine del Draft | Ordine del Draft | Giocatore                                                      | Ruolo                                                          | College                                                        | Note                                                           |                                                                |
| Giro             | Scelta           | Generale         | Giocatore                                                      | Ruolo                                                          | College                                                        | Note                                                           |                                                                |
| 1                | 12               | 12               | Chuck Foreman                                                  | Running back                                                   | Miami                                                          |                                                                |                                                                |
| 2                | 8                | 34               | Jackie Wallace                                                 | Defensive back                                                 | Arizona                                                        | dai Cardinals[a]                                               |                                                                |
| 2                | 14               | 40               | Scambiata con i New York Giants[b]                             | Scambiata con i New York Giants[b]                             | Scambiata con i New York Giants[b]                             |                                                                |                                                                |
| 3                | 13               | 65               | Jim Lash                                                       | Wide receiver                                                  | Northwestern                                                   |                                                                |                                                                |
| 4                | 2                | 80               | Mike Wells                                                     | Quarterback                                                    | Illinois                                                       | dagli Eagles[c]                                                |                                                                |
| 4                | 11               | 89               | Scambiata con i Kansas City Chiefs[e]                          | Scambiata con i Kansas City Chiefs[e]                          | Scambiata con i Kansas City Chiefs[e]                          | dai Vikings[d] via Cardinals[a]                                |                                                                |
| 5                | 14               | 118              | Brent McClanahan                                               | Running back                                                   | Arizona State                                                  |                                                                |                                                                |
| 6                | 9                | 139              | Doug Kingsriter                                                | Tight end                                                      | Minnesota                                                      | dai Saints[f]                                                  |                                                                |
| 6                | 13               | 143              | Fred Abbott                                                    | Linebacker                                                     | Florida                                                        |                                                                |                                                                |
| 7                | 12               | 168              | Josh Brown                                                     | Running back                                                   | Texas State                                                    |                                                                |                                                                |
| 8                | 14               | 196              | Craig Darling                                                  | Offensive tackle                                               | Iowa                                                           |                                                                |                                                                |
| 9                | 13               | 221              | Larry Dibbles                                                  | Defensive end                                                  | New Mexico                                                     |                                                                |                                                                |
| 10               | 2                | 236              | Randy Lee                                                      | Defensive back                                                 | Tulane                                                         | dagli Eagles[g]                                                |                                                                |
| 10               | 12               | 246              | Dave Mason                                                     | Defensive back                                                 | Nebraska                                                       |                                                                |                                                                |
| 11               | 14               | 274              | Geary Murdock                                                  | Guardia                                                        | Iowa State                                                     |                                                                |                                                                |
| 12               | 13               | 299              | Alan Spencer                                                   | Wide receiver                                                  | Pittsburg State                                                |                                                                |                                                                |
| 13               | 12               | 324              | Ron Just                                                       | Guardia                                                        | Minot State                                                    |                                                                |                                                                |
| 14               | 14               | 352              | Eddie Bishop                                                   | Defensive back                                                 | Southern                                                       |                                                                |                                                                |
| 15               | 13               | 377              | Tony Chandler                                                  | Running back                                                   | Missouri Valley                                                |                                                                |                                                                |
| 16               | 12               | 402              | Larry Smiley                                                   | Defensive end                                                  | Texas Southern                                                 |                                                                |                                                                |
| 17               | 13               | 429              | Dave Winfield                                                  | Tight end                                                      | Minnesota                                                      | Al college non aveva giocato a football[h]                     |                                                                |
| Legenda          | Legenda          | Legenda          | Ha partecipato ad almeno un Pro Bowl in carriera Hall of Famer | Ha partecipato ad almeno un Pro Bowl in carriera Hall of Famer | Ha partecipato ad almeno un Pro Bowl in carriera Hall of Famer | Ha partecipato ad almeno un Pro Bowl in carriera Hall of Famer | Ha partecipato ad almeno un Pro Bowl in carriera Hall of Famer |

Note:
- [a] I Cardinals scambiarono la loro scelta nel 2º giro (34ª assoluta), una loro scelta nel 4º giro (89ª assoluta) ed il WR John Gilliam con i Vikings in cambio del QB Gary Cuozzo.
- [b] I Vikings scambiarono la loro scelta nel 2º giro (40ª assoluta), la loro scelta nel 1º giro (24ª assoluta) al Draft NFL 1972, il QB Norm Snead, il WR Bob Grim, ed il RB Vince Clements con i Giants in cambio del QB Fran Tarkenton.
- [c] Gli Eagles scambiarono la loro scelta nel 4º giro (80ª assoluta) con i Vikings in cambio del QB Bill Cappleman.
- [d] I Vikings scambiarono la loro scelta nel 4º giro (89ª assoluta), il LB Mike McGill ed il DB Dale Hackbart con i Cardinals in cambio del TE Bob Brown e del CB Nate Wright.
- [e] I Vikings scambiarono la loro scelta nel 4º giro (89ª assoluta) con i Cardinals in cambio del P Mike Eischeid.
- [f] I Saints scambiarono la loro scelta nel 6º giro (139ª assoluta) e la loro scelta nel 4º giro (86ª assoluta) al Draft NFL 1974 con i Vikings in cambio del TE Bob Brown.
- [g] Gli Eagles scambiarono la loro scelta nel 10º giro (236ª assoluta) con i Vikings in cambio del LB Bill Cody.
- [h] Terminata l'università, Dave Winfield fu selezionato al Draft da 4 squadre in 3 differenti sport: i San Diego Padres lo selezionarono nel ruolo di outfielder come scelta al 1º giro (4ª assoluta) del Draft MLB e lo stesso fecero gli Atlanta Hawks (NBA) e gli Utah Stars (ABA). E, nonostante non avesse mai giocato a football all'università, i Vikings lo scelsero nel 17º giro del Draft NFL, permettendo in tal modo a Winfield di divenire uno dei tre soli giocatori ad essere stati a tutt'oggi selezionati in tre differenti sport professionistici[2].

## Partite

### Stagione regolare
| Calendario | | | | | | | |
| Settimana  | Data                                                                                               | Ora (CDT)                                                                                          | Avversario                                                                                         | Risultato                                                                                          | Stadio                                                                                             | Spettatori                                                                                         | Record                                                                                             |
| 1          | 16 settembre                                                                                       | 1:00 p.m.                                                                                          | Oakland Raiders                                                                                    | V 24-16                                                                                            | Metropolitan Stadium                                                                               | 44.818                                                                                             | 1-0                                                                                                |
| 2          | 23 settembre                                                                                       | 1:00 p.m.                                                                                          | Chicago Bears                                                                                      | V 22-13                                                                                            | Soldier Field                                                                                      | 52.035                                                                                             | 2-0                                                                                                |
| 3          | 30 settembre                                                                                       | 1:00 p.m.                                                                                          | Green Bay Packers                                                                                  | V 11-3                                                                                             | Metropolitan Stadium                                                                               | 48.176                                                                                             | 3-0                                                                                                |
| 4          | 7 ottobre                                                                                          | 3:00 p.m.                                                                                          | Detroit Lions                                                                                      | V 23-9                                                                                             | Tiger Stadium                                                                                      | 49.549                                                                                             | 4-0                                                                                                |
| 5          | 14 ottobre                                                                                         | 3:00 p.m.                                                                                          | San Francisco 49ers                                                                                | V 17-13                                                                                            | Candlestick Park                                                                                   | 56.438                                                                                             | 5-0                                                                                                |
| 6          | 21 ottobre                                                                                         | 1:00 p.m.                                                                                          | Philadelphia Eagles                                                                                | V 28-21                                                                                            | Metropolitan Stadium                                                                               | 47.478                                                                                             | 6-0                                                                                                |
| 7          | 28 ottobre                                                                                         | 1:00 p.m.                                                                                          | Los Angeles Rams                                                                                   | V 10-9                                                                                             | Metropolitan Stadium                                                                               | 47.787                                                                                             | 7-0                                                                                                |
| 8          | 4 novembre                                                                                         | 1:00 p.m.                                                                                          | Cleveland Browns                                                                                   | V 26-3                                                                                             | Metropolitan Stadium                                                                               | 46.722                                                                                             | 8-0                                                                                                |
| 9          | 11 novembre                                                                                        | 1:00 p.m.                                                                                          | Detroit Lions                                                                                      | V 28-7                                                                                             | Metropolitan Stadium                                                                               | 47.911                                                                                             | 9-0                                                                                                |
| 10         | 19 novembre                                                                                        | 8:00 p.m.                                                                                          | Atlanta Falcons                                                                                    | P 20-14                                                                                            | Atlanta Stadium                                                                                    | 56.519                                                                                             | 9-1                                                                                                |
| 11         | 25 novembre                                                                                        | 1:00 p.m.                                                                                          | Chicago Bears                                                                                      | V 31-13                                                                                            | Metropolitan Stadium                                                                               | 46.430                                                                                             | 10-1                                                                                               |
| 12         | 2 dicembre                                                                                         | 12:00 p.m.                                                                                         | Cincinnati Bengals                                                                                 | P 27-0                                                                                             | Riverfront Stadium                                                                                 | 57.859                                                                                             | 10-2                                                                                               |
| 13         | 8 dicembre                                                                                         | 12:00 p.m.                                                                                         | Green Bay Packers                                                                                  | V 31-7                                                                                             | Lambeau Field                                                                                      | 53.830                                                                                             | 11-2                                                                                               |
| 14         | 16 dicembre                                                                                        | 12:00 p.m.                                                                                         | New York Giants                                                                                    | V 31-7                                                                                             | Yale Bowl                                                                                          | 70.041                                                                                             | 12-2                                                                                               |
| Note       | Gli avversari della propria division sono in grassetto. Gli incontri in trasferta sono in corsivo. | Gli avversari della propria division sono in grassetto. Gli incontri in trasferta sono in corsivo. | Gli avversari della propria division sono in grassetto. Gli incontri in trasferta sono in corsivo. | Gli avversari della propria division sono in grassetto. Gli incontri in trasferta sono in corsivo. | Gli avversari della propria division sono in grassetto. Gli incontri in trasferta sono in corsivo. | Gli avversari della propria division sono in grassetto. Gli incontri in trasferta sono in corsivo. | Gli avversari della propria division sono in grassetto. Gli incontri in trasferta sono in corsivo. |

### Playoff
| Settimana          | Data        | Ora (CDT)  | Avversario          | Risultato | Stadio               | Spettatori | Record |
| ------------------ | ----------- | ---------- | ------------------- | --------- | -------------------- | ---------- | ------ |
| Divisional Playoff | 22 dicembre | 12:00 p.m. | Washington Redskins | V 27-20   | Metropolitan Stadium | 45.475     | 1-0    |
| NFC Championship   | 30 dicembre | 12:00 p.m. | Dallas Cowboys      | V 27-10   | Texas Stadium        | 60.272     | 2-0    |
| Super Bowl VIII    | 13 gennaio  | 2:50 p.m.  | Miami Dolphins      | P 7-24    | Rice Stadium         | 71.882     | 2-1    |

#### Super Bowl
| Super Bowl VIII |        |         |           |         |        |                                                                     |           |           |
| Quarto          | Tempo  | Squadra | Drive     | Drive   | Drive  | Info sulla marcatura                                                | Punteggio | Punteggio |
| Quarto          | Tempo  | Squadra | Lunghezza | Giocate | Durata | Info sulla marcatura                                                | MIN       | MIA       |
| 1               | 5'27"  | MIA     | 62        | 10      | 5'27"  | TD: Larry Csonka corsa da 5-yard (Garo Yepremian punto addizionale) | 0         | 7         |
| 1               | 13'38" | MIA     | 56        | 10      | 5'46"  | TD: Jim Kiick corsa da 1-yard (Garo Yepremian punto addizionale)    | 0         | 14        |
| 2               | 8'58"  | MIA     | 44        | 7       | 4'01"  | FG: Garo Yepremian 28-yard                                          | 0         | 17        |
| 3               | 6'16"  | MIA     | 43        | 8       | 3'58"  | TD: Larry Csonka corsa da 2-yard (Garo Yepremian punto addizionale) | 0         | 24        |
| 4               | 1'35"  | MIN     | 57        | 10      | 3'09"  | TD: Fran Tarkenton corsa da 4-yard (Fred Cox punto addizionale)     | 7         | 24        |

## Classifiche

### Division
| Classifica della NFL Central Division 1973 | Classifica della NFL Central Division 1973 | Classifica della NFL Central Division 1973 | Classifica della NFL Central Division 1973 | Classifica della NFL Central Division 1973 | Classifica della NFL Central Division 1973 | Classifica della NFL Central Division 1973 | Classifica della NFL Central Division 1973 | Classifica della NFL Central Division 1973 | Classifica della NFL Central Division 1973 | Classifica della NFL Central Division 1973 | Classifica della NFL Central Division 1973 | Classifica della NFL Central Division 1973 | Classifica della NFL Central Division 1973 | Classifica della NFL Central Division 1973 | Classifica della NFL Central Division 1973 | Classifica della NFL Central Division 1973 | Classifica della NFL Central Division 1973 |
|                                            | V                                          | P                                          | N                                          | PCT                                        | DIV                                        | DIV PCT                                    | CONF                                       | CONF PCT                                   | NON CONF                                   | C                                          | T                                          | PR                                         | PS                                         | DP                                         | TD                                         | STR                                        | PO                                         |
| ------------------------------------------ | ------------------------------------------ | ------------------------------------------ | ------------------------------------------ | ------------------------------------------ | ------------------------------------------ | ------------------------------------------ | ------------------------------------------ | ------------------------------------------ | ------------------------------------------ | ------------------------------------------ | ------------------------------------------ | ------------------------------------------ | ------------------------------------------ | ------------------------------------------ | ------------------------------------------ | ------------------------------------------ | ------------------------------------------ |
| Minnesota Vikings                          | 12                                         | 2                                          | 0                                          | 85,7%                                      | 6-0                                        | 100%                                       | 10-1                                       | 90,9%                                      | 2-1                                        | 7-0                                        | 5-2                                        | 296                                        | 168                                        | 128                                        | 33                                         | V-2                                        | Div                                        |
| Detroit Lions                              | 6                                          | 7                                          | 1                                          | 46,4%                                      | 3-2-1                                      | 58,3%                                      | 6-4-1                                      | 58,1%                                      | 0-3                                        | 4-3                                        | 2-4-1                                      | 271                                        | 247                                        | 24                                         | 30                                         | P-1                                        |                                            |
| Green Bay Packers                          | 5                                          | 7                                          | 2                                          | 42,9%                                      | 1-4-1                                      | 25,0%                                      | 4-6-1                                      | 40,9%                                      | 1-1-1                                      | 3-5-2                                      | 2-5                                        | 202                                        | 259                                        | -57                                        | 20                                         | V-1                                        |                                            |
| Chicago Bears                              | 3                                          | 11                                         | 0                                          | 21,4%                                      | 1-5                                        | 16,7%                                      | 1-9                                        | 10,0%                                      | 2-2                                        | 1-6                                        | 2-5                                        | 195                                        | 334                                        | -139                                       | 22                                         | P-6                                        |                                            |

## Premi
- Chuck Foreman:

rookie offensivo dell'anno